# The Ghost Inside
The Ghost Inside ist eine 2004 gegründete Metalcore-Band aus Los Angeles.

## Geschichte
Gegründet wurde The Ghost Inside im Jahr 2004 in der kalifornischen Metropole Los Angeles unter dem Namen A Dying Dream und steht derzeit bei Epitaph Records unter Vertrag, wo bis 2012 auch Gruppen wie Suffokate und Blind Witness angeheuert waren.
Im Jahr 2006 wurde mit Now or Never die Debüt-EP veröffentlicht, noch unter dem Gründungsnamen. Das Debütalbum Fury and the Fallen Ones folgte am 15. April 2008. Gastsänger ist Chris Blair von As Blood Runs Black auf dem Opener Provoke. Im selben Jahr tourte die Gruppe im Rahmen der Impericon Never Say Die! Tour gemeinsam mit As Blood Runs Black, Iwrestledabearonce, Horse the Band und Oceano durch Europa. The Ghost Inside war auch eine Vorgruppe von Bring Me the Horizon auf deren Suicide-Season-Promotour im Jahr 2008.
Das Folgealbum Returners erschien am 8. Juli 2010. Im Song Chrono fungiert Matt Bruso (Bury Your Dead) als Gastmusiker.
Returners landete auf dem 12. Platz der Billboard-Heatseekers-Charts und auf Platz 49 der Independent-Charts, wo sich das Album jeweils eine Woche halten konnte.
Seit 2011 ist Andrew Tkaczyk neuer Schlagzeuger der Gruppe, nachdem KC Stockbridge die Gruppe verließ. Tkaczyk war vorher bei For the Fallen Dreams aktiv. Im Juli 2011 spielte The Ghost Inside auf dem With-Full-Force-Festival gemeinsam mit Gruppen, wie Cancer Bats, Hatebreed, Bullet for My Valentine, Emil Bulls und Protest the Hero. Im Rahmen der Eastpak Antidote Tour folgt eine weitere Europa-Tournee, diesmal mit A Day to Remember, August Burns Red und Living With Lions.
Nach dem Erfolg von Returners folgte das mittlerweile dritte Studioalbum Get What You Give Mitte 2012, welches unter anderem vom Sänger der bekannten Post-Hardcore-Gruppe A Day to Remember Jeremy McKinnon produziert wurde. Dieser übernahm auch zahlreiche Zweitspuren des Cleangesangs. Mit Engine 45 veröffentlichten The Ghost Inside das erste Musikvideo des Albums.
Anschließend tourte die Band gemeinsam mit Deez Nuts, Stray from the Path und Devil in Me durch Europa. 2013 spielte The Ghost Inside auf den Festivals Rock am Ring und Rock im Park.
Am 8. September 2014 veröffentlichte Epitaph Records mit dem Lied Avalanche die erste Single aus dem kommenden Album. Bereits im Januar 2014 wurde angekündigt, dass die Band an ihrem vierten Studioalbum arbeite. Acht Tage später wurde bekanntgegeben, dass das Album Dear Youth heißt und am 17. November 2014 weltweit über Epitaph Records veröffentlicht wird. Zudem wurde die zweite Single, Dear Youth (Day 52), vorgestellt und das Album zum Vorbestellen freigegeben. Im November und Dezember 2014 tourt die Gruppe mit Every Time I Die als Co-Headliner durch die Vereinigten Staaten. Dabei werden sie von Hundredth, Architects und Backtrack begleitet. Am 9. Januar 2015 gab die Gruppe bekannt, sich von ihrem Gitarristen Aaron Brooks getrennt zu haben.
Am 19. November 2015 war die Band in der Nähe von El Paso, Texas in einen Verkehrsunfall verwickelt, wobei der Tourbus mit einem Lastwagen zusammenstieß. Die beiden Fahrer der Fahrzeuge kamen ums Leben. Die Band sowie die Crew überlebte mit unterschiedlich schweren Verletzungen. Die Locals Only Tour wurde daraufhin abgebrochen. So verlor Schlagzeuger Tkaczyk als Folge des verheerenden Unfalls ein Bein, Gitarrist Johnson zwei Zehen. Auch war eine Teilnahme an der Big Ass Tour mit The Amity Affliction, A Day to Remember und Motionless in White in Australien von der Absage betroffen. Epitaph Records, das Plattenlabel der Band, kündigte an, alle Einnahmen von verkauften Tonträgern der Band den Musikern zukommen zu lassen. Auch viele Musiker sagten der Gruppe ihre Unterstützung zu. Scott Vogel von der Hardcore-Band Terror, welcher in der Vergangenheit kein gutes Verhältnis zu The Ghost Inside hatte, zeigte sich bestürzt und sprach sein Beileid aus.
Am 24. März 2016 wurde mit Chris Davis ein zweiter Gitarrist in die Gruppe aufgenommen. Davis war zuvor in der inzwischen aufgelösten Metalcore-Band Texas in July aktiv. Nur wenige Tage zuvor wurden The Ghost Inside als erste Band für die Warped Tour 2017 angekündigt.
Als erste und einzige Comeback-Show der Band in Festland-Europa wurde der Auftritt als Headliner des 27. Full Force im Juni 2020 angekündigt, das jedoch aufgrund der Corona-Krise abgesagt werden musste. Am 22. April 2020 veröffentlichte The Ghost Inside die neue Single Aftermath und kündigte ihr Comeback-Album The Ghost Inside für den 5. Juni an.
Am 6. Juni 2020 trennte sich die Band von ihrem Bassisten Jim Riley, einen Tag nachdem der Vorwurf des Rassismus gegen ihn laut wurde und andere Musiker sich diesbezüglich äußerten. In Folge einer Videoserie über die sozialen Netzwerke der Band, in welcher sie die Thematik der einzelnen Songs zum neuen Album besprach, gab Gitarrist Zach Johnson bekannt, dass Jim Riley wieder Teil der Band ist.

## Diskografie

### Alben
| Jahr | Titel Musiklabel                            | Höchstplatzierung, Gesamtwochen, AuszeichnungChartplatzierungen (Jahr, Titel, Musiklabel, Platzierungen, Wochen, Auszeichnungen, Anmerkungen) | Höchstplatzierung, Gesamtwochen, AuszeichnungChartplatzierungen (Jahr, Titel, Musiklabel, Platzierungen, Wochen, Auszeichnungen, Anmerkungen) | Höchstplatzierung, Gesamtwochen, AuszeichnungChartplatzierungen (Jahr, Titel, Musiklabel, Platzierungen, Wochen, Auszeichnungen, Anmerkungen) | Höchstplatzierung, Gesamtwochen, AuszeichnungChartplatzierungen (Jahr, Titel, Musiklabel, Platzierungen, Wochen, Auszeichnungen, Anmerkungen) | Anmerkungen                             |
| Jahr | Titel Musiklabel                            | DE | AT | CH | US | Anmerkungen                             |
| ---- | ------------------------------------------- | --- | --- | --- | --- | --------------------------------------- |
| 2008 | Fury and the Fallen Ones Mediaskare Records | — | — | — | — | Erstveröffentlichung: 15. April 2008    |
| 2010 | Returners Mediaskare Records                | — | — | — | — | Erstveröffentlichung: 8. Juni 2010      |
| 2012 | Get What You Give Epitaph Records           | — | — | — | US88 (1 Wo.)US | Erstveröffentlichung: 19. Juni 2012     |
| 2014 | Dear Youth Epitaph Records                  | DE65 (1 Wo.)DE | AT66 (1 Wo.)AT | CH95 (1 Wo.)CH | US63 (1 Wo.)US | Erstveröffentlichung: 17. November 2014 |
| 2020 | The Ghost Inside Epitaph Records            | DE6 (2 Wo.)DE | AT25 (1 Wo.)AT | CH37 (2 Wo.)CH | US141 (1 Wo.)US | Erstveröffentlichung: 5. Juni 2020      |
| 2024 | Searching for Solace Epitaph Records        | DE57 (1 Wo.)DE | — | — | — | Erstveröffentlichung: 19. April 2024    |

### Livealben
- 2021: Rise from the Ashes: Live at the Shrine

### EPs
- 2006: Now or Never (Mediaskare Records)

### Musikvideos
- 2008: Faith or Forgiveness
- 2010: Unspoken
- 2010: Chrono
- 2012: Engine 45
- 2013: The Great Unknown
- 2014: Dear Youth (Day 52)
- 2020: Aftermath
- 2023: Earn It